# Spanischer Fälscher

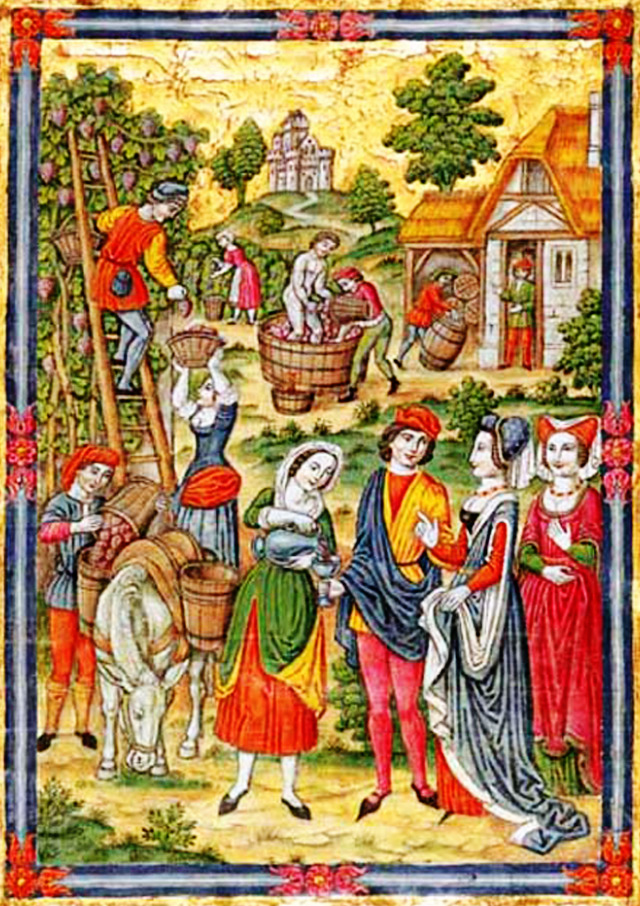
Die dem Spanischen Fälscher zugeschriebene Miniatur Produktion und Verkostung des Weines

Der „Spanische Fälscher“ (englisch Spanish Forger; französisch le Faussaire espagnol; spanisch Falsario español) ist der Notname eines unbekannten Malers, der zwischen dem späten 19. und dem frühen 20. Jahrhundert zahlreiche Fälschungen von mittelalterlichen Miniaturen herstellte.

## Geschichte

### Ursprünge
Obwohl er zu diesem Zeitpunkt bereits seit mehreren Jahrzehnten aktiv war, wurden der „Spanische Fälscher“ und seine Kunstfälschungen erst 1930 entdeckt. Damals identifizierte Belle da Costa Greene, Kuratorin an der Morgan Library in New York, ein Altarbild, das dem spanischen Künstler Jorge Inglés (15. Jahrhundert) zugeschrieben wurde, als eine Fälschung aus dem frühen 20. Jahrhundert. Überrascht von der bemerkenswerten Qualität dieser Fälschung begann da Costa Greene, andere verdächtig ähnliche mittelalterliche Werke in den Beständen der Morgan Library systematisch zu untersuchen und kam schließlich zu dem Schluss, dass es sich bei allen diesen sowie dem gefälschten Altarbild von Jorge Inglés um moderne Nachahmungen durch ein und dieselbe Person handelte.
Die spanische Herkunft der Werke von Jorge Inglés wiederum führte – durch Assoziation – zum Namen „Spanischer Fälscher“, auf den die Kunstwelt diesen anonymen Fälscher schnell taufte. Seine Werke stammten jedoch nicht aus Spanien, sondern aus Paris, wo viele der mittelalterlichen Miniaturen, die von den Sammlern jener Zeit erworben wurden, verkauft wurden. Dies hat zu verschiedenen Theorien geführt, die die Werkstatt des „Spanischen Fälschers“ – wie auch den Ort des Eintritts seiner Fälschungen in den internationalen Kunstmarkt – in der französischen Hauptstadt im frühen 20. Jahrhundert verorten. Einige seiner gefälschten Miniaturen wurden als Kopien – mit seinen eigenen Änderungen – von echten mittelalterlichen Miniaturen identifiziert, die in französischen Kunstkatalogen aus den 1860er bis 1880er Jahren reproduziert wurden. Jedenfalls war bis zum Jahr 2021 weder die wahre Identität des spanischen Fälschers noch seine Nationalität geklärt.

### Kriminaltechnik und Hintergrund

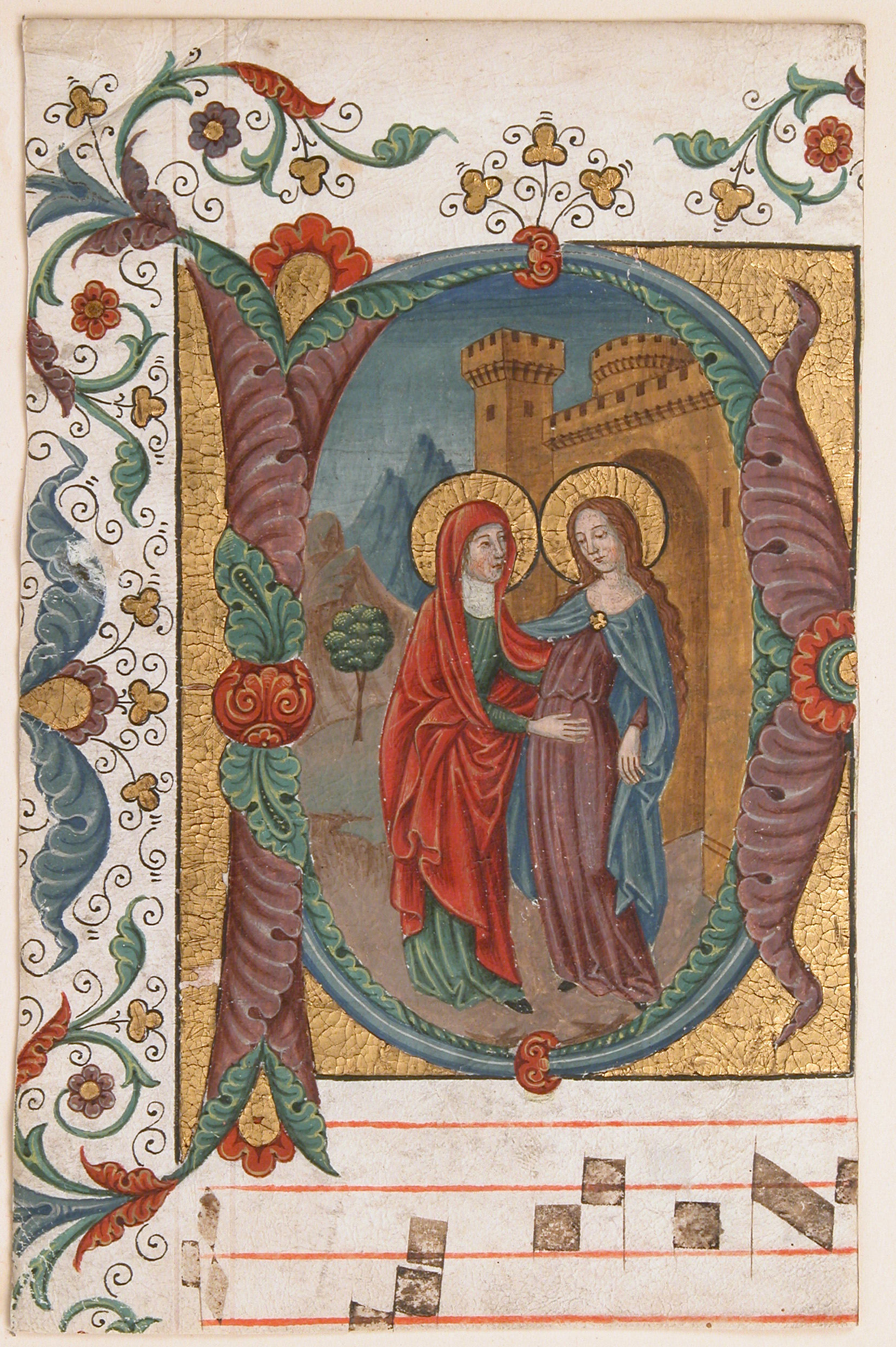
Spanischer Fälscher (zugeschrieben): Mariä Heimsuchung, Metropolitan Museum of Art, New York

Der „Spanische Fälscher“ malte seine Werke auf Blätter aus Vellum oder Pergament aus echten mittelalterlichen Büchern, wobei er entweder die leeren Ränder benutzte oder den ursprünglichen Text durch Schaben auslöschte. Er „vervollständigte“ auch unvollendete Miniaturen mit Elementen seiner eigenen Handschrift oder fügte anachronistische Miniaturen zu echten mittelalterlichen Choralbüchern hinzu. Aufgrund ihrer hohen Qualität täuschten diese Fälschungen im späten 19. Jahrhundert zahlreiche Fachleute und Sammler, so dass sich noch 2021 in den Sammlungen vieler Museen und Bibliotheken Werke des spanischen Fälschers befanden. Bis 2006 wurden mehr als 200 seiner Fälschungen identifiziert.
Nach den damaligen Sicherheitsstandards waren die Fälschungen des „Spanischen Fälschers“ sehr schwer zu erkennen. Im Laufe der Jahre haben Experten für mittelalterliche Kunst jedoch eine Reihe von Ungereimtheiten entdeckt, die zur Aufdeckung der Fälschungen dieses anonymen Fälschers geführt haben. Eine dieser Ungereimtheiten ist in den Gesichtern der Figuren in seinen Miniaturen zu sehen, die meist einen süßlichen Ausdruck haben und nicht den frommen und nachdenklichen Ausdruck der echten mittelalterlichen Werke. Ein weiteres Detail, das es ermöglicht hat, diese gefälschten Miniaturen zu identifizieren, ist die Einbeziehung weltlicher Szenen, die in authentischen mittelalterlichen religiösen Texten niemals aufgetaucht wären.
Ebenso weisen viele der künstlerischen Sujets des „Spanischen Fälschers“ eine charakteristische Neigung des Kopfes auf, die ebenfalls nicht in legitimen mittelalterlichen Miniaturen zu finden ist. Ein Beispiel hierfür ist die Miniatur „Ritter auf Kreuzzug“, in der der bärtige Ritter an der Tür und die Jungfrau Maria im unteren Ornament diese Neigung des Kopfes aufweisen. Außerdem trugen die echten mittelalterlichen Miniaturisten das Blattgold vor den Pigmenten auf – um die Sichtbarkeit der letzteren nicht zu beeinträchtigen –, während der spanische Fälscher das Blattgold als letzten Schliff verwendete, der die Farben seiner Nachahmungen in den Schatten stellte und ihnen ein leuchtendes Aussehen verlieh.
Im Allgemeinen basierte die Identifizierung „Spanischer Fälschungen“ hauptsächlich auf ihren einzigartigen anachronistischen Details, bis im 21. Jahrhundert andere, auf technologischen Mitteln basierende Nachweismethoden angewandt wurden. Im Jahr 2009 wurden fünf Miniaturen der spanischen Fälschungen einer Untersuchung mittels Infrarot-Spektroskopie sowie einer umfassenden Analyse der Pigmente mittels Raman-Spektroskopie und einem Röntgenfluoreszenztest unterzogen, um ihren betrügerischen Charakter wissenschaftlich nachzuweisen. Insbesondere das Vorhandensein der künstlichen Pigmente Ultramarinblau (erstmals nach 1828 chemisch synthetisiert) und Scheele-Grün (nach 1775 synthetisiert) bewies eindeutig, dass die Fälschungen aus der Zeit nach dem Mittelalter stammen.

### Zeitgenössisches künstlerisches Interesse an seinem Werk
1978 waren die Fälschungen des „Spanischen Fälschers“ Gegenstand einer Ausstellung in der Morgan Library in New York, zu der ein umfangreicher Katalog veröffentlicht wurde. Bis zum 21. Jahrhundert wurden seine Werke als Fälschungen gesammelt und für mehrere tausend Dollar pro Stück verkauft.
Im Januar 2009 erwarb das Victoria and Albert Museum absichtlich fünf Fälschungen des spanischen Fälschers für seine Sammlung, weil „uns die Arbeit des spanischen Fälschers etwas über die Wahrnehmung des späten 19. Jahrhunderts erzählt.“ Das Museum erwarb die Fälschungen im Gegenzug für den Erlass von rund 20.000 Pfund Sterling Erbschaftssteuer durch das britische Finanzministerium, was einem Wert pro Werk von rund 4.000 Pfund entspricht
Im Jahr 2016 wurde ein weiteres Werk des Fälschers in einer Episode der US-Fernsehsendung Antiques Roadshow gezeigt, die es für 2.500 $ anbot.

## Einzelnachweise

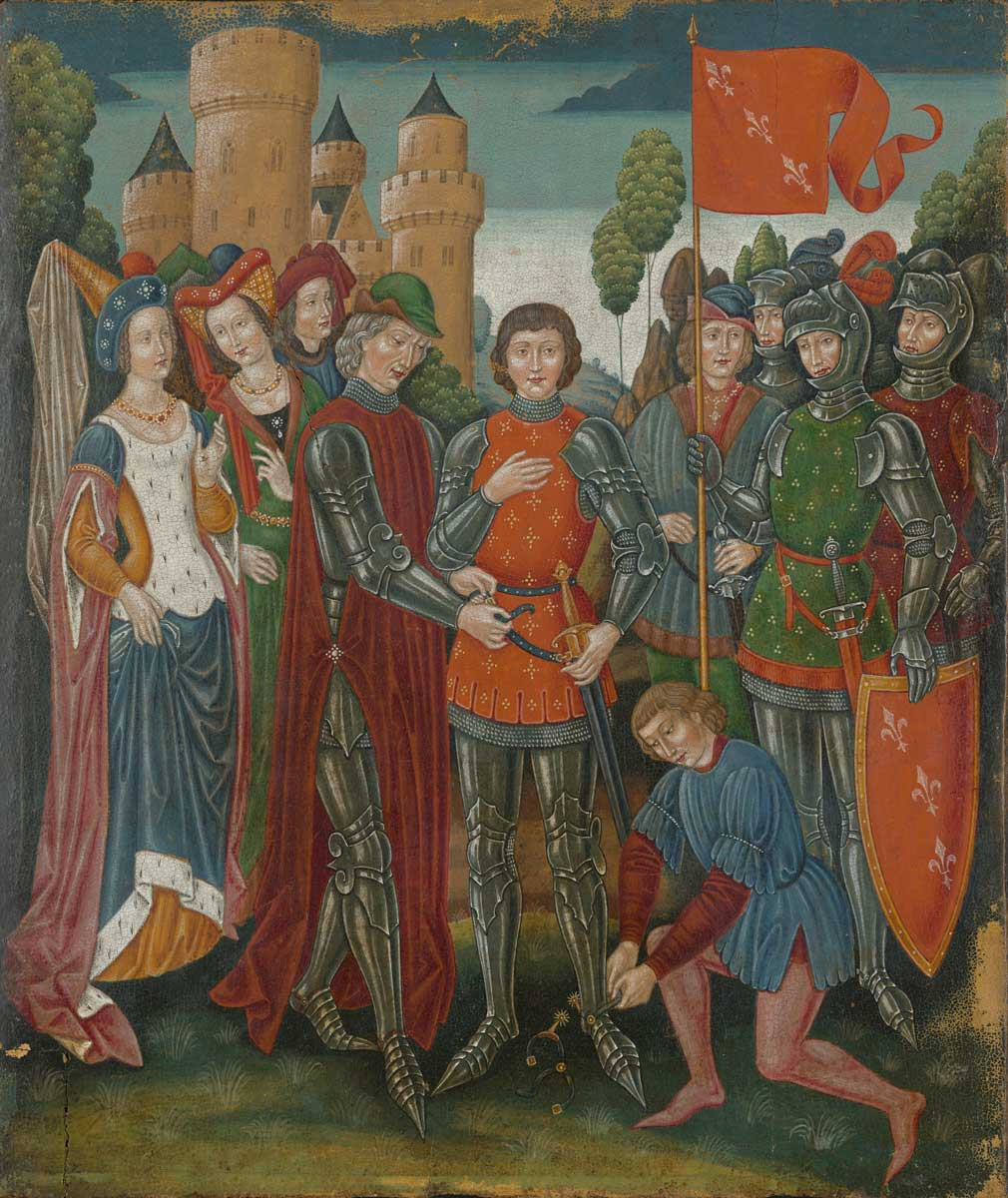
Spanischer Fälscher: Ritterschlag. Bibliotheca Fictiva Collection, Sheridan Libraries, Johns Hopkins University. Nr. 8108100